# Землетрясение в Крайстчерче (февраль 2011)
Разрушительное землетрясение в регионе Кентербери на Южном острове Новой Зеландии, магнитудой 6,3, произошло 22 февраля 2011 года в 12 часов 51 минуту по местному времени и было следствием непрекращающихся подземных толчков от сильного землетрясения 4 сентября 2010 года. Эпицентр находился в районе въезда в тоннель, ведущий в Литтелтон, в 9,7 км от центральной площади в Крайстчерче, а гипоцентр — на глубине всего 5 км.
Повторный подземный толчок с эпицентром в 10 км от Крайстчерча произошёл спустя 13 минут, его гипоцентр залегал на глубине всего 7 км.
Второй афтершок магнитудой 5,5 произошёл в 14 часов 50 минут. Его эпицентр находился в 36 км к северо-востоку от Крайстчерча, гипоцентр залегал на глубине 10 км.
Центральный Крайстчерч и восточные пригороды сильно пострадали, также были повреждены здания и инфраструктура, которые и так были в плохом состоянии после землетрясения магнитудой 7,1 в Кентербери 4 сентября 2010 года и последовавших за ним толчков. Значительное разжижение грунтов коснулось восточных пригородов, где образовалось около 400 000 тонн ила. Землетрясение ощущалось по всему Южному острову, а также в южной и центральной части Северного острова. Хотя первоначальное землетрясение продолжалось всего около 10 секунд, ущерб был серьёзным из-за местоположения очага землетрясения по отношению к Крайстчерчу и небольшой глубины очага землетрясения, а также ущерба, нанесенного предыдущим землетрясением. В результате последовавшего затем сокращения численности населения основной городской район Крайстчерча отстаёт от Веллингтона, переместившись со второго на третье место по численности населения в Новой Зеландии.